# IC 4856
IC 4856 — галактика типу IBm (змішана іррегулярна витягнута галактика) у сузір'ї Телескоп.
Цей об'єкт міститься в оригінальній редакції індексного каталогу.